# Ministro da Defesa

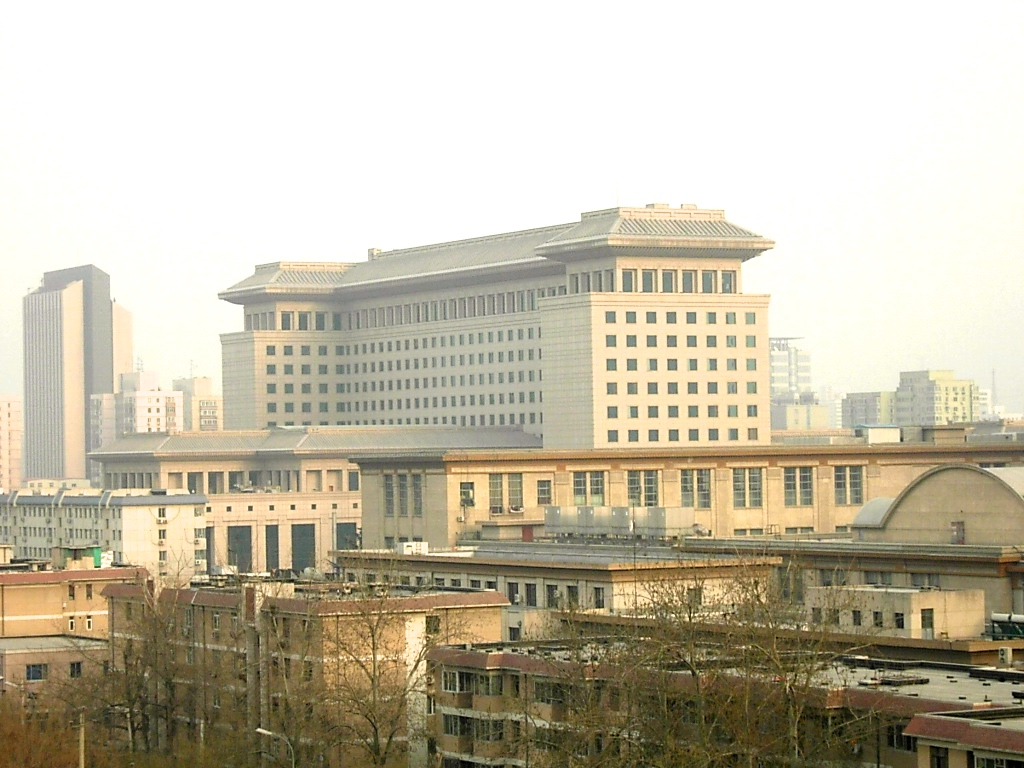
Ministério de Defesa Nacional na China

Um ministro da Defesa é o membro de um governo encarregado dos assuntos relacionados com as forças armadas e com a defesa militar de um estado soberano. Em alguns casos, tem também responsabilidades em áreas como a segurança interna, a defesa civil e outras.
Atualmente, na maioria dos casos, um ministro da Defesa tem a seu cargo a direção de um ministério da Defesa, responsável pela administração das forças armadas do país. No entanto, quando era comum existir um ministério privativo para cada ramo das forças armadas, o ministro da Defesa frequentemente não dirigia um ministério próprio, atuando apenas como coordenador dos diversos ministérios e respetivos ministros responsáveis pelas forças armadas.
Em muitos países, o ministro da Defesa é um dos mais importantes membro do governo, sendo frequentemente mais importante que o próprio ministro do Exterior. Em ocasiões em que um país está em guerra, o cargo pode ser assumido pelo próprio chefe de governo como foi o caso do Reino Unido durante a Segunda Guerra Mundial, de Portugal no início da Guerra do Ultramar ou de Israel em diversos conflitos em este país se envolveu.
Nos países democráticos, o cargo de ministro da Defesa é normalmente exercido por um civil no sentido de se acentuar o controlo civil sobre as forças armadas. No entanto, em outros países, o cargo poder ser exercido por um militar uniformizado, que poderá inclusive desempenhar a função de comandante das forças armadas.
Em muitos países, a designação formal do cargo é "ministro da Defesa Nacional". Nos EUA, México e Reino Unido, o cargo designa-se "secretário da Defesa". Nos Estados Unidos o secretário deve ser um civil ou ser um militar de reserva/reformado que não serviu nas forças armadas nos últimos dez anos. Na Suíça, as funções equivalentes às de ministro da Defesa são desempenhadas por um dos conselheiros federais.

## Funções
Na maioria dos países, o ministro da Defesa é o membro do governo diretamente responsável pela elaboração e execução da política de defesa e segurança nacional, pela administração superior das forças armadas e pela logística militar. Normalmente, o ministro da Defesa tutela um departamento governamental onde estão concentrados os órgãos, serviços e organismos operacionais responsáveis pela execução das suas diretivas.
No âmbito das suas funções, compete normalmente ao ministro da Defesa o controlo das forças armadas. Conforme a preponderância e peso político das forças armadas no âmbito do país, esse controlo pode ser mais ou menos acentuado. No caso em que esse controlo é mais acentuado, o ministro da Defesa pode ter as forças armadas totalmente sob o seu comando. Num caso intermédio, pode apenas ser responsável pelo orçamento e algumas componentes da logística militar, estando fora e não tendo qualquer interferência na cadeia de comando das forças armadas. Em casos extremos, o ministro da Defesa pode ter uma função quase meramente protocolar de ligação entre o governo e as forças armadas, dispondo estas de uma autonomia quase total na sua própria administração e controlo.
Nalguns países, o ministro da Defesa pode ter funções adicionais não diretamente relacionadas com as forças armadas e a defesa militar. É comum, por exemplo, tutelar assuntos relacionados com a aviação civil e com a marinha mercante, decorrente de historicamente ter herdado funções historicamente pertencentes aos ministros da Aviação e da Marinha, os quais tutelavam tanto os ramo militar como o civil da aviação e da marinha. Também é comum, o ministro da Defesa tutelar aspetos relacionados com a defesa civil, segurança interna, serviços secretos, mobilização de emergência e outros.

## História
Quando a moderna organização dos governos - na forma de órgãos coletivos compostos por vários ministros - se desenvolveu, durante o século XVIII, em cada um deles passou a existir normalmente o cargo de ministro da Guerra, o qual era responsável pela política executiva relativa ao exército. Nos países em que a marinha ocupava uma grande importância, existia normalmente também o cargo de ministro da Marinha, encarregue da gestão dos assuntos relacionados com as forças navais.
O cargo de ministro da Defesa começou a surgir em diversos países, sobretudo pouco antes e durante a Segunda Guerra Mundial. Na maioria dos casos, foi-lhe então atribuída a função de coordenar os vários ministros responsáveis por cada uma das forças terrestres, navais e aéreas, cujos cargos foram inicialmente mantidos. Posteriormente, a tendência foi para a fusão dos diversos cargos de ministros das pastas militares, num único cargo de ministro da Defesa. No final da Segunda Guerra Mundial, passou também a ser comum integrar o ministro da Defesa num conselho de segurança nacional ou conselho de defesa nacional, o qual consiste numa espécie de conselho de ministros restrito, através do qual o chefe de Estado ou de governo coordena a política militar e diplomática.